# Naytia johni
Naytia johni is een slakkensoort uit de familie van de fuikhorens (Nassariidae). De wetenschappelijke naam van de soort werd in 1889 voor het eerst geldig gepubliceerd door T.A. di. Monterosato.

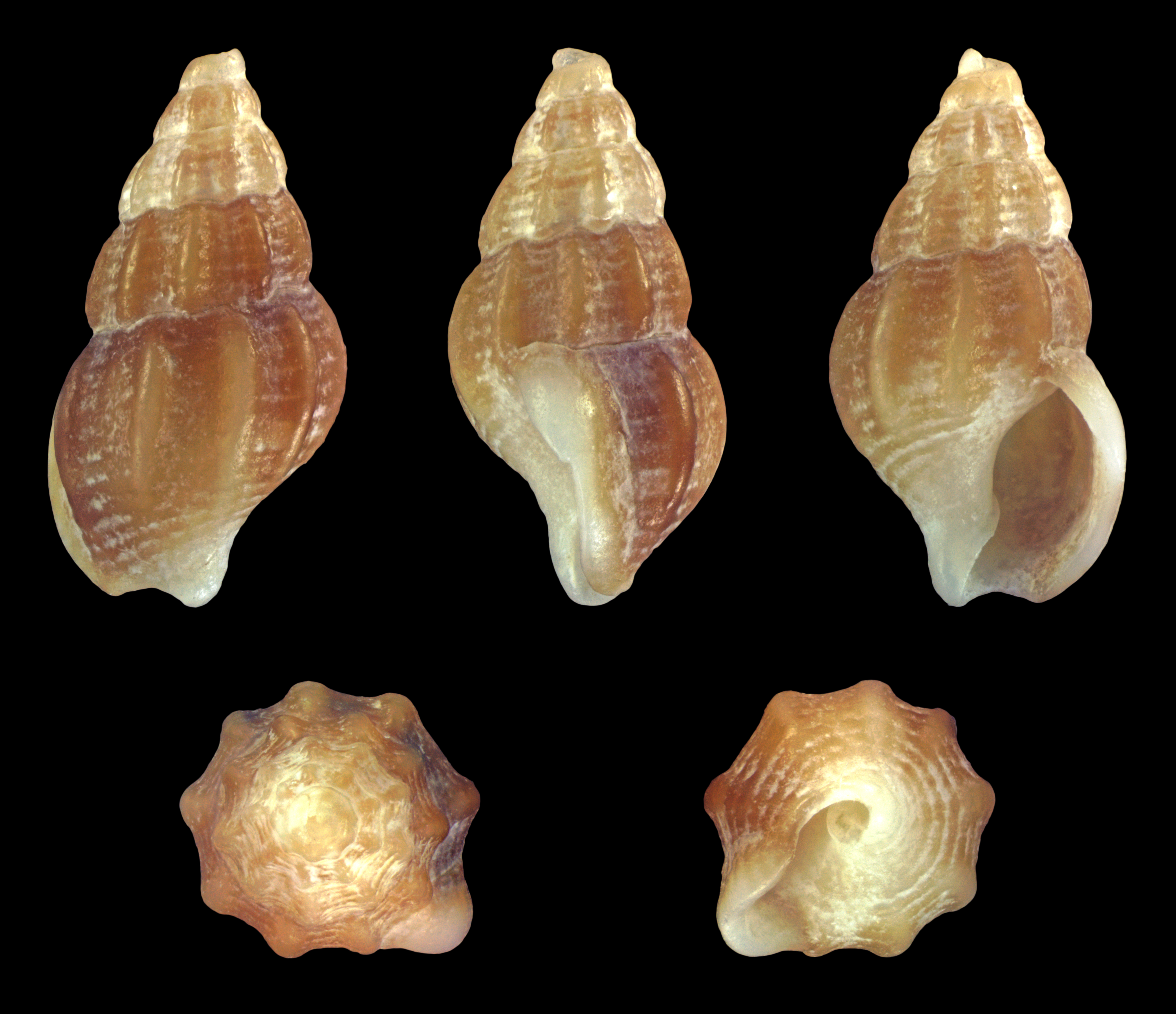
var. dakarensis